# Копрограма

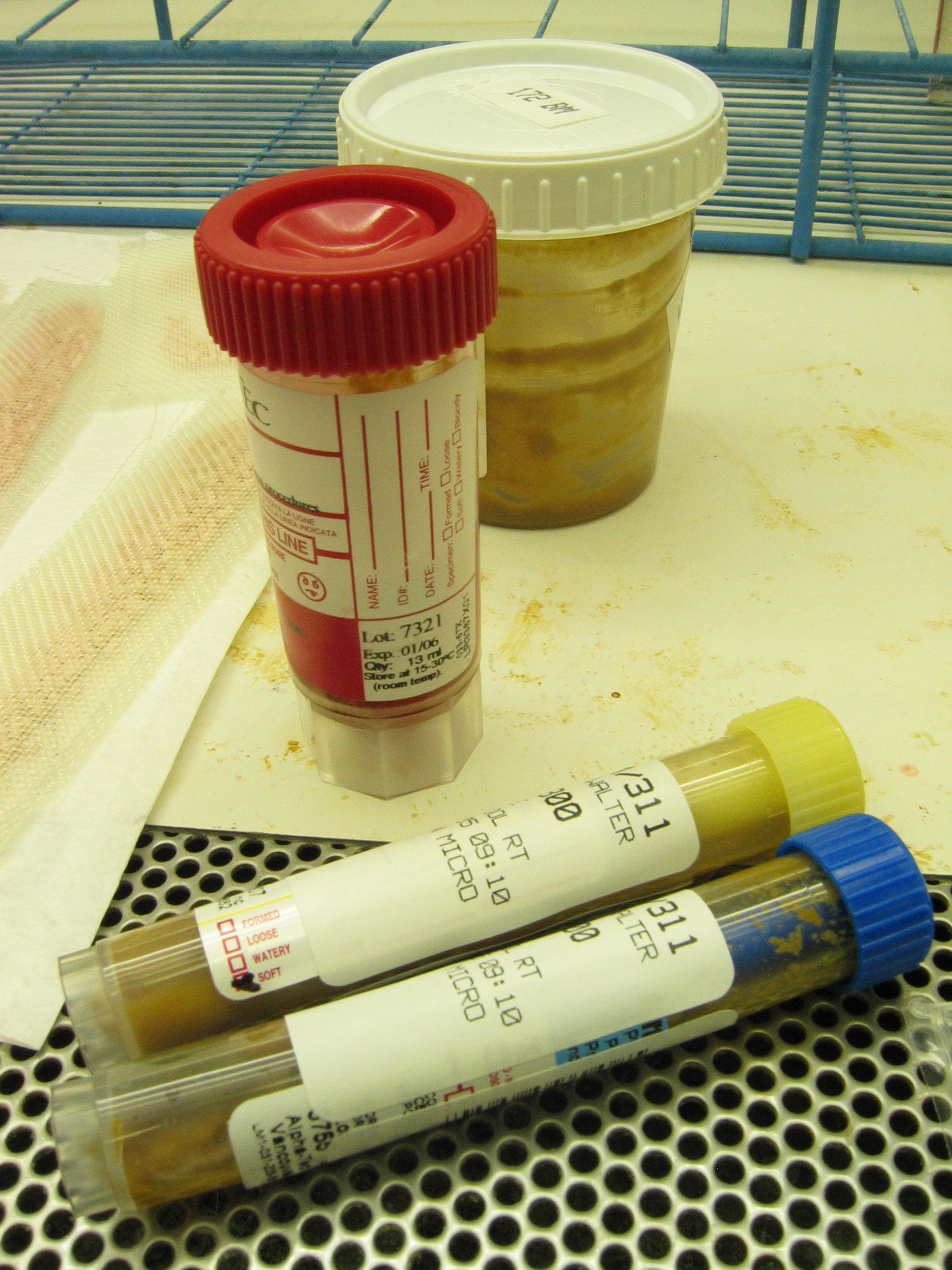
Ємності для калу з калом людини всередині

Копрограма (копроцитограма) — лабораторний аналіз калу з метою діагностики захворювань шлунково-кишкового тракту. Копрограма також застосовується для діагностики багатьох станів, спричинених кровотечами в шлунково-кишковому тракті, включаючи рак прямої кишки або рак шлунка.
Знання загальноклінічного дослідження калу допомагає лікарю та клінічному провізору встановлювати закономірності між фармакологічною дією, ефективністю та безпекою при створенні та впровадженні нових ліків, призначених для лікування хвороб шлунково-кишкового тракту.